# Rudolfsheim-Fünfhaus
Rudolfsheim-Fünfhaus () è il quindicesimo distretto di Vienna, in Austria ed è situato nella zona ovest della città.
La Westbahnhof, una delle due principali stazioni ferroviarie, si trova in questo distretto.

## Politica
| Presidenti del distretto dal 1945 | Presidenti del distretto dal 1945 |
| --------------------------------- | --------------------------------- |
| Johann Klugmayer (KPÖ)            | 1945-1946                         |
| Heinrich Hajek (SPÖ)              | 1946-1963                         |
| Maximilian Eder (SPÖ)             | 1968-1985                         |
| Kurt Menger (SPÖ)                 | 1985-1990                         |
| Friedrich Krammer (SPÖ)           | 1990-1996                         |
| Rolf Huber (SPÖ)                  | 1996-2003                         |
| Walter Braun (SPÖ)                | 2003-                             |